# 金卡丁 (安大略省)
金卡丁（英語：Kincardine）是加拿大安大略省西南部布魯斯縣休倫湖畔一個地方自治區，為全球最大核電站之一布魯斯核電站所在。據2011年加拿大人口普查所示，金卡丁人口為11174人。
此地遠離上加拿大殖民地的腹地，因此較現南安大略的其他地域遲開發，首個歐裔聚落待1848年才於彭内坦戈爾河（Penetangore River）匯入休倫湖所在之處形成，並以該河名為彭内坦戈爾。殖民地政府則於1850年將布魯斯半島及其以南部分地域設為布魯斯縣，又在縣内劃下多個鄉（township），當中現金卡丁自治區一帶分別劃為金卡丁鄉和布魯斯鄉，而彭内坦戈爾聚落則於1858年建制為金卡丁鎮；上述全部地名皆以在任加拿大省總督金卡丁伯爵詹姆斯·布魯斯命名。另一方面，坐落金卡丁鄉和布魯斯鄉界線之上，離休倫湖湖岸不遠處亦於1850年形成歐裔聚落，到1860年取名蒂佛頓（Tiverton），再於1879年建制為村。
安大略省政府於1990年代末精簡轄下地方架構：蒂佛頓村先於1998年取消建制及併入布魯斯鄉，而金卡丁鎮、金卡丁鄉和布魯斯鄉則於1999年1月1日合併成金卡丁-布魯斯-蒂佛頓鄉，再於同年末改稱金卡丁自治區。
安大略9號和21號省道在金卡丁交匯：前者西起金卡丁，向東南經布羅克頓伸延至緬圖（Minto）；後者南通戈德里奇，北達奧雲灣。此外，布魯斯縣的7號、15號、20號和23號縣道皆途經金卡丁。

## 外部連結
- （英文）金卡丁自治區政府官方網站 （页面存档备份，存于）